# Соснова (приток Сивы)
Соснова — река в России, протекает по Пермскому краю. Устье реки находится в 153 км по правому берегу реки Сива. Длина реки составляет 65 км, площадь бассейна — 419 км².

## Притоки
(км от устья)
- Вольховка (пр)
- Черняевка (пр)
- Осиновка (лв)
- Малуха (лв)
- Вотчинка (пр)
- Суходол (пр)
- 28 км: Мельничная (пр)
- Юрковка (лв)
- Бакийка (пр)
- 45 км: Пихтовка (лв)
- Хмелевка (лв)
- Лунжанка (лв)

## Данные водного реестра
По данным государственного водного реестра России относится к Камскому бассейновому округу, водохозяйственный участок реки — Кама от Воткинского гидроузла до Нижнекамского гидроузла, без рек Буй (от истока до Кармановского гидроузла), Иж, Ик и Белая, речной подбассейн реки — бассейны притоков Камы до впадения Белой. Речной бассейн реки — Кама.
Код объекта в государственном водном реестре — 10010101412111100015359.